# Christ Episcopal Church (Tyler)

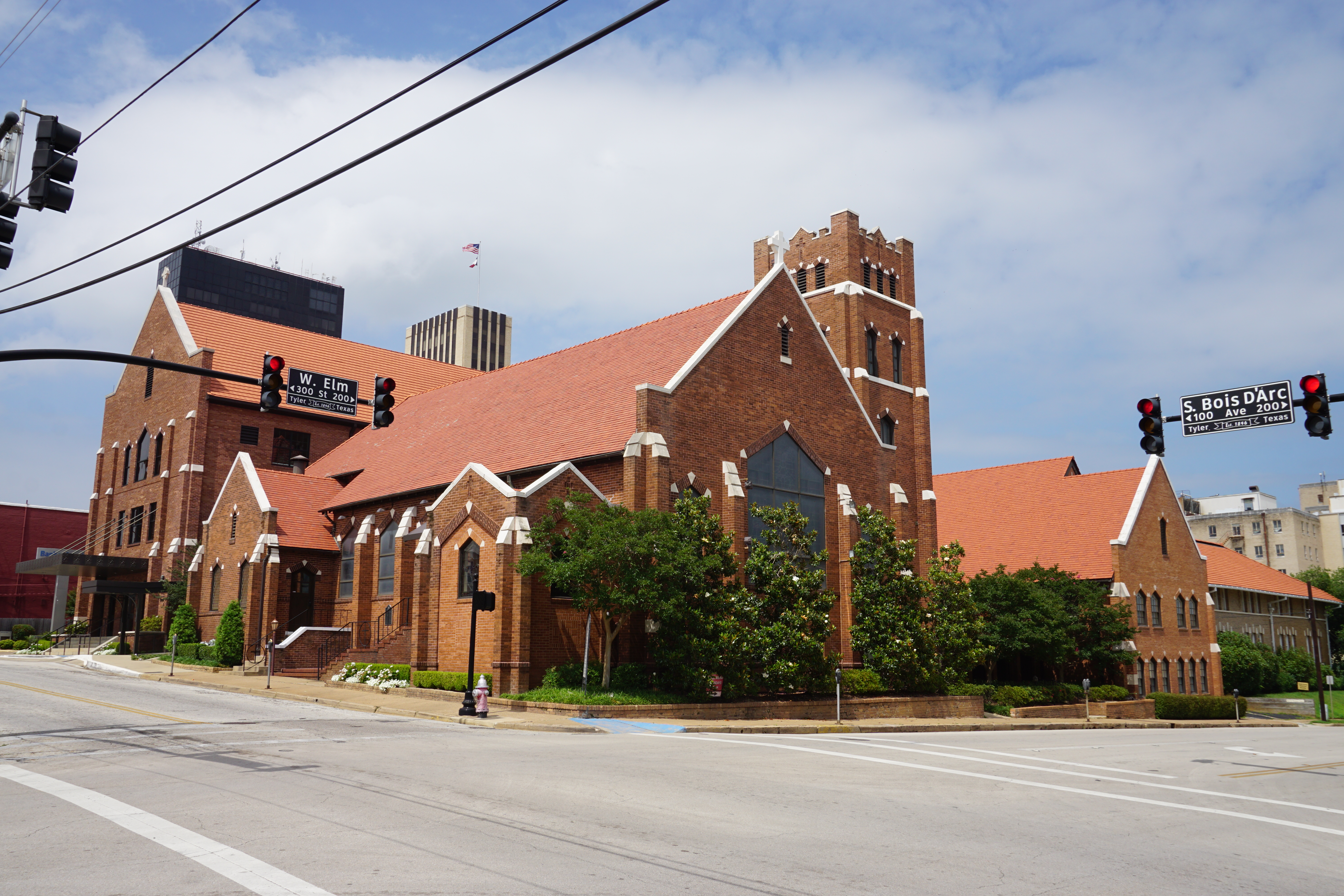
Christ Episcopal Church in Tyler

Die Christ Episcopal Church ist ein Gotteshaus der Episkopalkirche in Tyler, Texas.

## Geschichte
In den Jahren 1866/67 begann der erste anglikanische Bischof von Texas, Reverend Alexander Gregg, in der Stadt mit seiner missionarischen Arbeit. Für die ersten Gottesdienste wurde jeweils um die Bereitstellung von Räumen gebeten. Im Auftrag Greggs übernahm 1872 Emir (Imre) Bela Gyeita Cardis Hamvasy (Hamvassy) als erster Vorsteher die Leitung der Gemeinde.
Hamvassy war ein illustrer und vielseitig gebildeter ungarischer Emigrant, nach den Aufzeichnungen seiner Ehefrau ein Baron, der in Budapest und Venedig erzogen worden, in seiner Jugend mit Franz Liszt Duett gespielt haben, 1837 in Paris bei dem legendären Klavierduell zwischen Liszt und Sigismund Thalberg zugegen gewesen, später zeitweise Finanzminister und 1848 Bürgermeister von Budapest gewesen sein soll und nach der Revolution von 1848/49 jedenfalls über Hamburg nach Amerika auswanderte. Bei der Ankunft mit anderen führenden ungarischen Exilanten noch von Präsident Taylor empfangen, hatte er sich anschließend in wechselnden Professionen durchschlagen müssen und sich schließlich für die Episkopalkirche gewinnen lassen. Unter seiner Leitung wurde 1873/74 ein erstes Kirchengebäude errichtet und die Gemeinde als eigenständige Pfarrei organisiert, die 1874 als solche von der Diözese anerkannt wurde. Ein Autograph einer Sammlung seiner Predigten gehört heute zu den besonderen Schätzen des Gemeindearchivs.
Unter seinem elften Nachfolger George Edwin Platt wurden 1913 Pläne zu einem Neubau gefasst und hierfür zwei Grundstücke erworben, aber erst unter dessen Nachfolger Chauncey Edgar Snowden wurden diese Pläne seit 1916 vorangetrieben, um in der S. Bois d’Arc Avenue, zwei Blocks vom Stadtzentrum entfernt, das neue, nahezu vollständig aus Ziegeln errichtetes Gotteshaus mit dreistöckigem quadratischem Turm im neugotischen Stil zu errichten, das heute eine der historischen Sehenswürdigkeiten des Ortes bildet. Den ersten Gottesdienst dort hielt Snowden am 6. Oktober 1918 ab.
1953 und 1956 wurde der Komplex um zwei weitere Gemeindebauten ergänzt, das Henry M. Bell Memorial Building und das Grelling Memorial Building, außerdem wurde in dem 1953 angelegten Memorial Garden der Gemeinde 2001 ein Kolumbarium errichtet.